# فريدون زندي
فريدون زاندي لاعب كرة قدم ألماني من أصل إيراني من مواليد 26 ابريل 1976 في إمدن في ألمانيا.
بدأ مسيرته الكروية مع نادي مبين الألماني في سنة 1998، ولعب معهم حتى عام 2000، وشارك معهم في 60 مباراة وسجل 15 هدف، وفي سنة 2000 انتقل إلى نادي فرايبورغ الألماني، ولعب معهم حتى عام 2002، وشارك معهم في 10 مباريات، وفي عام 2002 انتقل إلى نادي لوبيك ففب الألماني، ولعب معهم حتى عام 2004، وشارك معهم في 54 مباراة وسجل 20 هدف، وفي عام 2004 انتقل إلى كايزرسلوترن 1.أف سي الألماني، ولعب معهم حتى عام 2006، وشارك معهم في 41 مباراة وسجل 6 أهداف، وفي سنة 2006 انتقل إلى نادي كويلنز تاس الألماني، ولعب معهم 7 مباريات، وسنة 2007 مع نادي ليماسول ابولون القبرصي وانتقل موسم 2012 لنادي الاهلي القطري. وبدأ باللعب مع منتخب إيران لكرة القدم في سنة 2005.

## كأس آسيا 2007
وقد سجل هدف في مرمى منتخب الصين لكرة القدم.

## وصلات خارجية
- فريدون زندي على موقع الاتحاد الدولي (مؤرشف)  (الإنجليزية)
- فريدون زندي على موقع قاعدة بيانات كرة القدم.إي يو (الإنجليزية)
- فريدون زندي على موقع ناشيونال فوتبول تيمز (الإنجليزية)
- فريدون زندي على موقع عالم كرة القدم.نت (الإنجليزية)
- فريدون زندي على موقع كووورة

- Ferydoon Zandi at PersianLeague.com
- Latest news, goal downloads, information on Zandi
- Ferydoon Zandi at TeamMelli.com
- Official Website